# Hans Fagius
Hans Fagius (ur. 10 kwietnia 1951 w Norrköping, Szwecja) – szwedzki organista, specjalizujący się w wykonywaniu dzieł Johanna Sebastiana Bacha.

## Życiorys
Grę na organach studiował w Kungliga Musikhögskolan w Sztokholmie pod kierunkiem prof. Alfa Lindera. Koncertował w wielu miejscach Europy, USA, Australii i Kanady. Od 1989 jest profesorem Królewskiego Duńskiego Konserwatorium Muzycznego w Kopenhadze.
Na szczególną uwagę zasługuje wydane w Szwecji przez wydawnictwo BiS, a rozpropagowane w Europie dzięki ponownemu wydaniu przez Brilliant Classics, kompletne wydanie wszystkich organowych dzieł Bacha, nagrywane w latach 1983-1989 w różnych kościołach Szwecji. Nagrał również własną organową interpretację Kunst der Fuge, organową transkrypcję niektórych utworów Mozarta, symfonie Widora, większość dzieł Saint-Saënsa i inne.